# Ourém
Ourém es una ciudad portuguesa perteneciente al distrito de Santarém, región del Oeste e Vale do Tejo y comunidad intermunicipal de Médio Tejo, con cerca de 11 900 habitantes.

## Geografía
Es sede de un municipio con 416,50 km² de área y 44 538 habitantes (2021), subdividido en 13 freguesias. El municipio está limitado al norte por los municipios de Pombal, al nordeste por Alvaiázere, al este por Ferreira do Zêzere y Tomar, al sureste por Torres Novas, al sudeste por Alcanena y al oeste por Batalha y por Leiría. En el municipio se sitúa también el Santuario de Nuestra Señora de Fátima, reconocido en todo el mundo.

### Freguesias
Las freguesias de Ourém son las siguientes:
- Alburitel
- Atouguia
- Caxarias
- Espite
- Fátima
- Freixianda, Ribeira do Fárrio e Formigais
- Gondemaria e Olival
- Matas e Cercal
- Nossa Senhora da Piedade
- Nossa Senhora das Misericórdias
- Rio de Couros e Casal dos Bernardos
- Seiça
- Urqueira

### Demografía
| Gráfica de evolución demográfica de Ourém entre 1864 y 2021 |
|                                                             |
| Datos según el nomenclátor publicado por el INE portugués.  |

## Historia
El municipio recibió la foral en 1180, atribuido por la infanta Teresa de Portugal, condesa de Flandes, hija de Alfonso I de Portugal. En el documento foral se refiere a una población que se denominaba en latín Auren. El núcleo histórico se desenvuelve en torno al castillo de Ourém, que existía en tiempo de Don Alfonso de Braganza, conde de Ourém y marqués de Valença, correspondiente a un periodo de gran auge territorial.
En el documento de donación eclesiástica en 1183 por Doña Teresa de Portugal, se afirma que el local donde fue construido el castillo se llamaba anteriormente Abdegas: (lit.) "Aprouve-me fazer testamento do eclesiástico de Ourém, que antes se chamava Abdegas". El nombre de la ciudad en la foral de Leiría de 1142 aparece el nombre de Ourém (Portus de Auren) y ya estaba referido como límite territorial de las termas de Leiría. En 1159 se produce la donación del Castelo de Ceras y en 1167 un documento del Obispo de Lisboa al rey Alfonso I de Portugal (Don Alfonso Enríquez) sobre una disputa territorial con los caballeros templarios vuelve a aparecer el nombre de Portus de Auren. 
Fue elevada a rango de ciudad el 16 de agosto de 1991. Era conocida hasta entonces como Vila Nova de Ourém.